# FN SCAR
FN SCAR је модуларна аутоматска пушка коју производи белгијска војна компанија Fabrique Nationale de Herstal. 
ФН СКАР је добио назив по својој намени: SCAR - Special Forces Combat Assault Rifle (Борбена јуришна пушка специјалних снага)
Фамилију пушака СКАР чине два модела:
- СЦАР-Л (лаки модел) који се користи као аутоматска пушка са муницијом 5,56×45mm НАТО.
- СЦАР-Х (тешки модел) који се користи као аутоматска пушка са муницијом 7,62×51 mm НАТО.

У јуну 2007 извршена су последња испитивања пушке СKAR.  Након неколико одлагања, пушка je ушла у оперативну употребу у априлу 2009. године. Амерички 75. Ренџерски пук је постао прва јединица која је користила ову пушку. 

## Развој
Fabrique National је произвела два модела СКАР - јуришних пушака. Лакши, Лаки модел - СЦАР-Л, Мк 16 Мод 0 и тежи, Тешки модел - СЦАР-Х, Мк 17 Мод 0.
Лаки модел користи НАТО муницију 5,56x45mm у побољшаном СТАНАГ оквиру попут оног који користи М-16 . Модел "Тешки" користи муницију снажнијег калибра - 7,62x51mm НАТО, са новим дизајном оквира од 20 метака. Поред постојећих, тешки модел користи и муницију Ремингтон СПЦ 6,8x43mm. Сва три наведена калибра муниције су једини који користе ФН СКАР пушке. Обе пушке имају различите дужине цеви, тако да је један модел бољи за блиску борбу, а други за борбу на даљину.

## Технички детаљи
Тело  пушке је направљено од алуминијума. Одвојиви део пушке са окидачем и системом окидања израђен је од полимера. Тај део је компатибилан са оним код јуришне пушке М16. Оквир, подручје око шрафова, сигурносни завртањ и дугмад за отпуштање направљени су од истог материјала. Пушка користи „затворени гасни систем“ сличан оном код М1 Карабина, док „носач завртња“ подсећа на оне код пушака Стонер 63 и Хеклер и Кох Г36.
Пушка има платформу МИЛ-СТД-1913 на коју се може монтирати оптички систем.
До сада су произведене три генерације пушака СКАР. Свака генерација има мале разлике. Тако, на пример, са СКАР-ом из 2. генерације, кундак расклапа тако да се повуче "доле". Код 3. генерације, кундак се повлачи "горе" ако желите да га уклоните. Такође, ако кундак смета војнику, али он не жели да га скине, војник га може окренути на десну страну. Одличан дизајн је омогућио да ваљани кундак не „замагљује“ приступ окидачу, као у случају руског АН-94 Абакан .
Крајем 2008, представљени су полуатуоматски модели, СКАР - 16С (лака верзија) и 17С (тешка верзија).   Ови модели су дизајнирани за потребе органа за спровођење закона (полиција, војна полиција, имиграционе службе) и комерцијалног тржишта. Производе у Белгији, у фабрици ФН у Херсталу  У САД их увози компанија ФН УСА . Седиште компаније је у америчком граду Фредриксбургу у Вирџинији. ФН САД је модификовао пушке тако да могу да користе оквире америчке производње.

### Техничке занимљивости
ФН СКАР-Л са муницијом калибра 5,56×45 мм НАТО има брзину која за 0,3 сек. може да пређе хиљаду стопа (304,8 метара). То би значило да би метак погодио човека пре него што је чуо пуцањ. 
Предност СКАР-а у односу на конкуренцију је у томе што се може раставити на само 8 делова  
- оквир,
- Окидач заједно са дршком и окидачем
- Кундак,
- Опруга из склопа делова,
- сигурносна навртка (са њом је склоп дела „везан“ за тело пушке; може се поставити на леву или десну страну тела пушке)
- Склоп пушке (основни механизам пушке који омогућава пуцање из пушке)
- Тело пушке
- цев пушке.

Такође, предност СКАР-а је његова међусобна компатибилност. На пример, војник који користи СЦАР-Х у случају нужде може да употреби и кундак са СКАР-Л.

## Испитивања
У јулу 2007 Америчка војска расписала је ограничени јавни тендер за увођење нове јуришне пушке у своју службу. У уском кругу били су ФН СКАР, М4 карабин и Хеклер и Кох модели ХК 416 и XM8 . Сваки од ова четири модела је подвргнут тестирању у 10 различитих тестова. Из сваког модела је испаљено је 40.000 метака у "екстремној прашини". Сврха овог тестирања била је процена будућих потреба. 
Тестирање је дало следеће резултате:
- XM8 - 127 застоја,
- ФН СКАР - 226 застоја,
- ХК 416 - 233 застоја.
- М4 - 882 застоја.

Овај тест је заснован на два претходна система процене која су већ спроведена на М4 карабину и М16 у Абердину 2006. године и у лето 2007, пре трећег ограниченог јавног надметања у јесен 2007. године. 2006. године Овим тестом су тестирани М4 и М16, а у лето 2007  само М4, али са повећаним подмазивањем механизма. Резултати другог теста показали су 307 застоја пушке М4, након што је пушка била јако подмазана. Међутим, то питање није могло да одговори зашто је пушка М4 у трећем тесту остварила чак 882 застоја, иако је пушка била подмазана на истом нивоу као у претходном тесту.  
Наговештено је да ће СКАР бити победник америчког надметања 13. новембра 2008 када је на Дан индустрије ФН СКАР приказан као једно од званичног оружја америчке војске.  
4. Маје 2010 на званичном сајту ФНХ УСА објављено је саопштење за јавност да је америчка војска 14. априла 2010. године финилизирала уговор о увођењу ФН СКАР као нове стандардне аутоматске пушке у редове америчке војске. Уговором је обухваћена набавка целокупног арсенала СКАР-а, односно ФН СКАР-Л, ФН СКАР-Х и бацача граната за поменуте пушке. 

## Бацач граната и модул за бацање граната
Бацач граната се може брзо и лако монтирати на пушку. Пуњење или стављање гранате се врши тако што се цев лансера повуче „напред” и лагано се окрене у десну или леву страну. Могућност да се цев може окретати на обе стране олакшава употребу, било да је војник леворук или дешњак. Након тога се у цев ставља граната, а цев се повлачи „назад”, односно у почетни положај. Могућност да војник не мора да помера руку назива се „двоструко дејство“, јер војник може да избаци гранату и одмах настави са аутоматском ватром или обрнуто.
2004. године представљен је модул бацача граната намењен за пушке СЈАР. Његово пуно име је " Побољшани модул за бацање граната". Званични кодни назив лансера је ФН40ГЛ или Мк 13 Мод 0  То је посебан модул на који се може брзо и лако ставити бацач граната калибра 40mm. Сам бацач граната је дизајниран на основу бацача граната ГЛ1 са јуришне пушке ФН Ф2000. Модул ФН40ГЛ је намењен за тешке и лаке моделе.  Ово омогућава да се бацач граната користи као специјално оружје. ФН40ГЛ има прошириви кундак, који се користи у зависности од потреба војника. Као такав, бацач се може носити на леђима, као засебно оружје.

## Служба у Војсци Србије
Министарство одбране Републике Србије је у априлу 2017. објавило информацију да ће припадници Војске Србије, у оквиру пројекта „1500“, ускоро бити опремљени најсавременијим аутоматским пушкама белгијске производње ФН СКАР.
Међутим, након закључења уговора уследила су чак три штрајка радничког синдиката у „ФН“, затим је дошло до проблема са извозном дозволом између владе Валоније и  централне владе Белгије, што је довело до кашњења испорука. Коначно, 740 јуришних пушака 5,56 mm ФН СКАР-Л стигло је у земљу 6. маја 2018. године. 

## Варијанте

### Војне варијанте
- СКАР-Л, Мк 16 Мод 0 - аутоматска пушка која користи муницију калибра 5,56 mm НАТО, лаки модел.
  - Мк 16 Ц- модел са дужином цеви од 10 инча.
  - Мк 16 С - модел са дужином цеви од 14 инча.
  - Мк 16 ЛБ  - модел са дужином цеви од 18 инча.
    - ФНАЦ
- СКАР-Х, Мк 17 Мод 0 - јуришна пушка која користи муницију калибра 7,62 mm НАТО, тешки модел.
  - Мк 17 ЦКЦ  - модел са дужином цеви од 13 инча.
  - Мк 17 С - модел са дужином цеви од 16 инча.
  - Мк 17 ЛБ - модел са дужином цеви од 20 инча.
- Снајперска пушка за подршку (ССР) Мк 20 Мод 0 - снајперска верзија која користи  муницију 7,62 мм НАТО.

### Експерименталне варијанте
- ХАМР ИАР - модел који је на крају одбачен у корист М27 ИАР модела.
- ФНАЦ - 5,56mm модел који је пријављен на конкурс за карабин војске САД.

### Цивилне варијанте
- СКАР 16С - полуаутоматска пушка 5.56mm.
- СЦАР 17С - полуаутоматска пушка 7.62mm.

## Корисници
- Чиле[18]
- Финска[19]
- Француска
- Индија
- Литванија.[20]
- Мексико
- Нови Зеланд.
- Немачка
- Пакистан
- Перу[21]
- Пољска[22]
- САД[23] [24]
- Србија[25]